# Эргета
Эргета (груз. ერგეტა) — село в Грузии. Находится в Зугдидском муниципалитете края Самегрело-Верхняя Сванетия. Село расположено на Одишской низменности, по правому берегу реки Чурия, на высоте 8 м над уровня моря.
Расстояние до Зугдиди — 28 км.
По результатам переписи 2014 года в селе жило 777 человек, из них большинство грузины (мегрелы). Население края исповедует православие и являются прихожанами Зугдидский и Цаишской епархии Грузинской Православной Церкви.

## Достопримечательности
Близ села Эргета находится несколько городищ древнейших времён.